# 鵜殿鳩翁
鵜殿 鳩翁（うどの きゅうおう、1808年（文化5年） - 1869年7月14日（明治2年6月6日））は、江戸時代後期、幕末期の幕臣である。甚左衛門。諱は長鋭。号は鳩翁。官位は民部少輔。父は熊倉茂寛で次男。
鵜殿甚左衛門長快の養子となり、1819年（文政2年）に家督を相続する。小納戸役などを経て、1848年（嘉永元年）、目付として幕府に仕えた。1853年（嘉永6年）、アメリカ合衆国のマシュー・ペリー率いる艦隊が来航すると攘夷を主張したが、翌年のペリー再来航時には日米和親条約締結の際の応対係を命じられている。安政の将軍継嗣問題においては一橋慶喜（徳川慶喜）を支持したが、南紀派の井伊直弼が大老に就任して安政の大獄を開始すると左遷された。これは、彼が攘夷を主張していたためと言われている。1860年（万延元年）、名を鳩翁と号した。
1863年（文久3年）2月5日、将軍徳川家茂上洛警護のために結成された浪士組の取締役に就任するが、浪士組が清河八郎の策略や、それに伴う近藤勇らとの対立により本来の役目を果たせないまま壬生浪士組（後の新選組）・新徴組に分裂する事になると辞職した。明治には静岡（現在の静岡県）に住み、1869年（明治2年）、62歳で没した。
墓所は静岡市葵区の本要寺。